# ستيغماتا

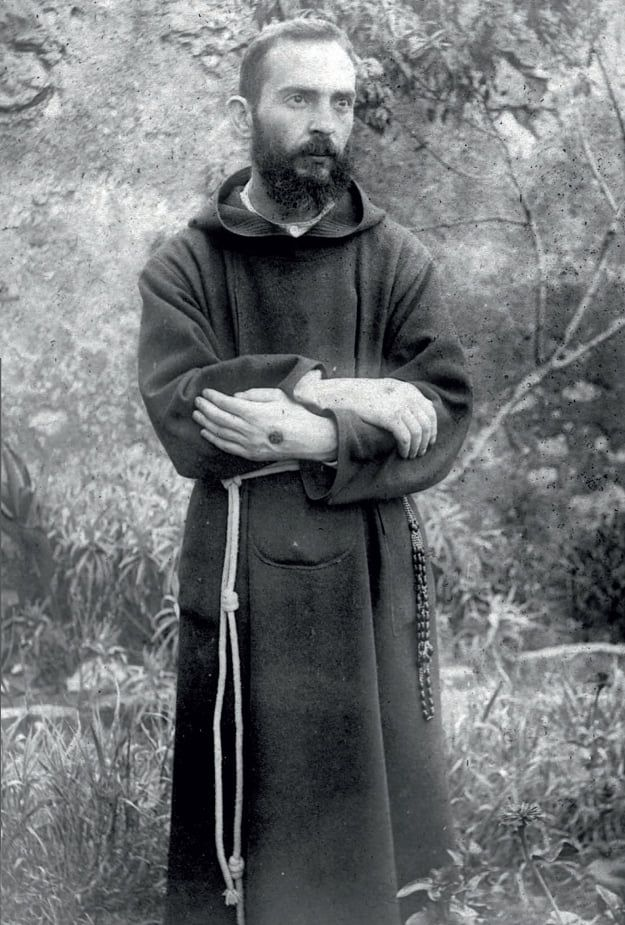

ستيغماتا (بالإغريقية القديمة: στίγματα، وهي جمع لكلمة στίγμα، التي تعني «العلامة أو البقعة أو الوَسم»)، مصطلح مسيحي، يعني ظهور جروح جسدية وخدوش وآلام في أماكن تماثل أماكن جروح صلب المسيح، من هذه الأماكن اليدان والقدمان والمعصمان. يسمّى الإنسان الذي تظهر فيه الستيغماتا ستيغماتيًّا.

في رسالة القديس بولس إلى أهل غلاطية 6:17، يقول:
Τοῦ λοιποῦ κόπους μοι μηδεὶς παρεχέτω· ἐγὼ γὰρ τὰ στίγματα τοῦ Ἰησοῦ ἐν τῷ σώματί μου βαστάζω.

في ما بعد لا يجلب أحد علي أتعابا، لأني حامل في جسدي سمات الرب يسوع.
الستيغما هي علامة على البشرة.
ترتبط الستيغماتا ارتباطًا وثيقًا بالكاثوليكية الرومانية. وكثيرٌ ممّن رُوي وجود الستيغماتا في أجسامهم يتبعون الكنائس الكاثوليكية. كان القديس فرنسيس الأسيزي أول ستيغماتيّ مسجّل. على مدى خمسين سنة، درس بعض أطباء القرن العشرين الستيغماتا في جسد القديس بادري بيو التابع لنظام الرهبنة الكبوشية. يُلاحَظ غياب الستيغماتا عن الكنيسة الشرقية الأرثوذكسية، التي ليس لها أي رأي رسمي في القضية، وكان أول الستيغماتيين من الكاثوليك الذين عاشوا بعد الانقسام العظيم عام 1054.
نسبة كبيرة من الستيغماتيين من النساء (ربما أكثر من 80%). يقول الكاتب تيد هاريسون في كتابه الستيغماتا: ظاهرة قروسطية في العصر الحديث، إنّه ما من آليّة تؤدي إلى ظهور علامات الستيغماتا المدّعاة. المهم في الأمر أن هذه العلامات يرى فيها الآخرون معنًى دينيًّا. دُحض معظم حالات الستيغماتا وتبيّن أنها مخادعة. شملت بعض الحالات روايات عن ظهور كأس أسراريّة في الأحلام تُعطى للستيغماتي حتى يشربها، أو الإحساس بسيف قاطع يُطعن به الستيغماتي من ظهره. 

## الوصف
تأخذ الحالات الموصوفة بالستيغماتا أشكالًا عديدة. تظهر الكثير من الحالات كل الجروح المقدسة أو بعضها، وهي الجروح التي أحدثها الصلب في جسد المسيح: في المعصمين والقدمين، في الأظافر والطرفين، وهي جراح من حربة. يظهر بعض الستيغماتيين جروحًا على الجبهة تشابه الجروح التي أحدثها تاج الشوك. صُوّرت كثير من حالات الستيغماتا المشابهة لتاج الشوك بعد القرن العشرين، ومنها التي ظهرت في جسد ماري روز فيرون. من أشكال الستيغماتا الأخرى: الإدماع دمًا أو التعرّقُ دمًا، وظهور جروح على الظهر كأنها من جَلْد.
يظهر في كثير من حالات الستيغماتا نزفٌ متكرر يقف حينًا ويستمرّ حينًا، وبعد تلقّي الأفخارستيا، أظهرت نسبة كبيرة من الستيغماتيين رغبة شديدة في تلقي الأفخارستيا مرات عديدة. تظهر نسبة كبيرة من أصحاب الستيغماتا فقدان الشهية، فيدّعون أنهم يعيشون بأقل ما يمكن من الطعام والماء (أو يعيشون بلا طعام ولا شراب) فترات طويلة من الزمن، إلا الأفخارستيا. يخسر بعضهم الوزن، ولكن التحقيق الدقيق يظهر عادةً بطلان هذه الدعاوى.
يدّعي بعض الستيغماتيين أنهم يشعرون بالألم من غير ظهور علامات خارجية، وسُمّيت هذه الظاهرة «الستيغماتا الخفية». لا تتخثّر جروح بعض الستيغماتيين، بل يبدو أنها تبقى جديدة وسليمة. ويُقال إن الدم النازف من الجروح في بعض الحالات، له رائحة طيّبة، تدعى رائحة القداسة.
يوصَف أصحاب الستيغماتا بالحضور الروحي، وبأنهم غارقون في المشاعر التي جاءتهم بعد أن أصبحوا ستيغماتيين. لا يُعرَف حدوث الستيغماتا قبل القرن الثالث عشر الميلادي.
في مقالته المعنونة «الضيافة والألم»، يقول اللاهوتي المسيحي إيفان إيليش: «إن التعاطف مع المسيح... إيمانٌ قويٌّ وعميق حتّى إنّه يؤدي إلى التجسد الفردي لآلام المسيح التي تأمل الفرد فيها». جاءت عقيدة إيليش من العواطف الدينية الشديدة والرغبة بالارتباط بالمسيح المتألم.

## البحث العلمي
أظهر التحقيق الدقيق زيف كثير من دعاوى الستيغماتية. اعترفت ماغدالينا دو لا كروز مثلًا قبل موتها أن حالة الستيغماتا التي ظهرت فيها لم تكن إلا خدعة متقنة.
نشر عالم الأعصاب المتقدم ديزيري ماغلوار بورنفييه أعمالًا تقول إن القديسين الذين يدعون فعل المعجزات أو ظهور الستيغماتا، والذين يدعون أنهم ممسوسون، إنما حقيقتهم أنهم يعانون الصرع أو الهستيريا. ودلّت بعض الأبحاث العلمية الحديثة على أن الستيغماتا إنما هي هستيريا أو شيءٌ مرتبط باضطراب الهوية التفارقي.
في السياق الديني، يرتبط الكفّ عن الطعام وتجويع النفس، بالحالات الذهنية التفارقية وتشويه النفس. يظهر المصابون بفقدان الشهية العصابي إيذاءً لأنفسهم يشبه الستيغماتا، وهو جزءٌ من اضطراب الوسواس القهري الشعائري. ورُوي ارتباط الجوع الشديد بتشويه الجسم بين أسرى الحرب وفي المجاعات أيضًا.

كتب عالم النفس ليونارد زوسن في كتابه علم النفس الخارج عن العادة: دراسة في التفكير السحري (1989):
تُصنَّف حالات الستيغماتية ضمن فئتين: جَرح النفس، الذي قد يكون عن خداع أو عن تشويه غير واعٍ للنفس ، والجروح التي تكون عن حالات عاطفية... يكثر ظهور حالات جرح النفس (بالإيحاء الذاتي) التي لا يعيها الإنسان إذا تعرّض لصورة ذهنيّة أو حقيقية للصلب وهو يتأمل، وإذا كان هدفه الأساسي هو أن تظهر الستيغماتا في جسده. قد يرجع الدافع وراء هذا إلى صراع غير واعٍ ورغبةٍ في الخروج من حالة لا تُحتمال إلى وهمٍ يشبع حاجات الإنسان ويعتني بها. ويصبح الأمر من ثمّ نوعًا من الانفعال الهدائيّ الهستيري. إنّ كثيرًا من حالات الستيغماتية يمكن تفسيرها بالخداع أو بجرح النفس.
يقول الكاتب تيد هاريسون في كتابه الستيغماتا: ظاهرة قروسطية في العصر الحديث، إنّه ما من آليّة تؤدي إلى ظهور علامات الستيغماتا المدّعاة. وجد هاريسون أنه ما من دليل من دراسة الحالات المعاصرة يدل على سبب خارق للطبيعة لظاهرة الستيغماتا. ولكنّه استنتج أن العلامات هذه وإن كانت من أصل طبيعي، فإنها ليست دائما حالات خداع. جرح بعض الستيغماتيين أنفسهم في محاولة منهم لتمثّل معاناة المسيح، وهو شكل من أشكال الإشفاق والرحمة. وبعضهم جرحوا أنفسهم بالخطأ فظنّ من رآهم أنها ستيغماتا. ولطالما أثارت الجروح ذات السبب الإنساني استجابات دينية عميقة وأصيلة.
لاحظ هاريسون أن نسبة الذكور إلى الإناث في الستيغماتيين بقيت قرونًا عديدة 7 إلى 1، ولكنها تغيرت منذ أواخر القرن التاسع عشر إلى 5 إلى 4. يتفق حدوث الستيغماتا عادة مع الفترات التي تتفاقم فيها مشكلات السلطة في الكنيسة. ومما يلاحظ عند الستيغماتيين أنهم في الغالب رجال، ولكنهم غيرُ مرسّمين في الكنيسة. توفر لهم الستيغماتا وصولًا مباشرًا إلى جسد المسيح من غير توسّط إذن الكنيسة بالأفخارستيا. ولم تظهر الستيغماتا بين الكهنة والقساوسة إلا في القرن الأخير.
من الااقتراحات المفسرة للستيغماتا: متلازمة التكدم المؤلم، وهي تفسر حالات الستيغماتا التي لم تكن من فعل الإنسان نفسه.
أما المحقق المتشكك جو نيكل فقد حقق في أمر حالات معاصرة من الستيغماتا مثل التي عند كاتيا ريفاس، وقال إنه لا فرق بين الستيغماتا والخداع.
في عام 2002، اقترحت دراسة تحليلية نفسية للستيغماتية ثيريز نيومان أن حالتها كانت ناتجة عن أعراض توتر ما بعد الصدمة، التي تظاهرت في تشويه غير واعٍ للجسد في حالة إيحاء ذاتي شاذة. 

## ستيغماتا غير مسيحية
في معتقدات شعب الوراو الذي يقطن في دلتا نهر أورينوكو، فإن التفكر في الأرواح الحافظة قد يؤدي على نحو أسراري إلى تطور «انفتاحات (متخيلة) في راحتي اليدين». تتمثل هذه الأرواح الحفظة بثعبان يشبه السارافيم الذي وهب للقديس فرنسيس الأسيزي حالة الستيغماتا.
تظهر «الستيغماتا» البوذية عادةً في الفن البوذي.
ظهر عند بعض الوسطاء الروحانيين أيضًا حالات ستيغماتا. يُقال إنه في جلسات الوسيطة الروحية الألمانية ماريا فولهارجت، ظهرت جروحٌ نازفة، لكن الطبيب النفسي ألبيرت مول اعتبر حالتها احتيالًا وخداعًا.